# Beït-Alfa
Pour les articles homonymes, voir Beït et ALFA.
Beït-Alfa est un kibboutz de la vallée de Jezreel, situé à l'emplacement d'un ancien village juif du même nom, du VIe siècle avant l'ère chrétienne.

## Création du kibboutz
Le kibboutz est fondé en 1922 par des jeunes du mouvement Hashomer Hatzaïr, originaires de Pologne, et c'est le premier kibboutz créé par ce mouvement. Lors des événements de 1929, il est attaqué par les Arabes des environs. Dans les années 1930, le kibboutz fait face à de fortes tensions idéologiques internes, ce qui amène, en 1934, à un transfert de population ; les membres de Beït-Alfa, adeptes des idées du Mapaï partent pour le kibboutz Ramat-Yohanan, et inversement, les membres de ce dernier, plus proches des idées de Hashomer Hatsaïr intègrent le kibboutz Beït-Alfa.
Lors de sa fondation, le kibboutz fait face à de nombreux obstacles ; opposition des Bédouins de la région, chaleurs de 40 degrés en été, profusion des marécages, épidémies diverses, ce qui engendre la cession, par le kibboutz, de certaines terres au profit du KKL.